# Maniola coenonympha
Maniola coenonympha är en fjärilsart som beskrevs av Felder 1867. Maniola coenonympha ingår i släktet Maniola och familjen praktfjärilar. Inga underarter finns listade i Catalogue of Life.

## Bildgalleri

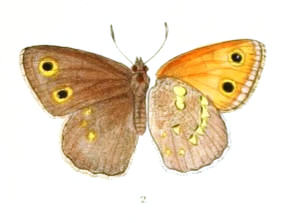